# Menesia clytoides
Menesia clytoides är en skalbaggsart som först beskrevs av Charles Joseph Gahan 1912.  Menesia clytoides ingår i släktet Menesia och familjen långhorningar. Inga underarter finns listade i Catalogue of Life.